# Verordnung über die Führung und Aufbewahrung der Geschäftsbücher
Die Verordnung über die Führung und Aufbewahrung der Geschäftsbücher (auch Geschäftsbücherverordnung, GeBüV) vom 24. April 2002 (Stand am 1. Januar 2013) ist eine Verordnung des Schweizer Bundesrats und detailliert auf der Basis des Artikel 957 Absatz 5 des Obligationenrechts, welche Bücher ein Buchführungspflichtiger führen muss, Grundsätze der Führung, der Aufbewahrung, der Zugänglichkeit und der Informationsträger. Die Verordnung ersetzt eine Verordnung aus dem Jahr 1976.
1. Abschnitt: Zu führende Bücher – prinzipiell Hauptbuch, ggf. Nebenbücher
2. Abschnitt: Allgemeine Grundsätze – Grundsätze der Führung und Aufbewahrung
3. Abschnitt: Grundsätze für die ordnungsgemässe Aufbewahrung – Schutz, Verfügbarkeit, Organisation der Aufbewahrten Bücher
4. Abschnitt: Informationsträger – Papier, Mikrofilm, IT-Systeme und die Anforderungen an diese Systeme
5. Abschnitt: Schlussbestimmungen – Inkrafttreten und Ersatz früherer Verordnung;